# Ernst Tetsch
Ernst Johann Tetsch (28 de octubre de 1916 - 11 de noviembre de 1993) fue un Sturmbannführer de las Waffen SS durante la Segunda Guerra Mundial. Fue ganador de la Cruz de Caballero de la Cruz de Hierro.

## Primeros años
Ernt Johann Tetsch nació el 28 de octubre de 1916, en Karlsruhe, Baden. Después de haber terminado la escuela primaria se ofreció como voluntario para unirse a las SS-Verfügungstruppe siendo asignado a las SS-Standarte Germania con el número de las SS 199 968, también se unió al Partido Nazi con el número 5 262 862. Luego fue seleccionado para convertirse en un oficial y enviado a la SS-Junkerschule en Braunschweig, siendo el 35 en la clase.

## Segunda Guerra Mundial
Con el estallido de la Segunda Guerra Mundial Tetsch comenzó en el SS Regimiento Germania, en ese momento era parte de las SS-Verfügungstruppe. En esa ocasión fue parte de la reforma de las SS-VT después de la Batalla de Francia fue parte de la División SS Das Reich y obtuvo el mando de la 8 º Compañía (Heavy), 2 º Regimiento Panzer SS.
Luego pasó a la orden del III.Battallón, 2 º Regimiento Panzer SS entre julio y octubre de 1943, esta unidad se había formado de la captura de tanques T-34 y la tripulación del 2 º Batallón SS Panzerjäger.
En 1944 se le envió a la 10.ª División Panzer SS Frundsberg al mando del I.Batallón, 10 º Regimiento Panzer SS del Batallón Panzer V Panther. Fue cuando estaba al mando de este batallón cuando se le concedió la Cruz de Caballero por servir en el Frente Oriental en marzo de 1945. Poco después de que asumió el mando del 10 º Regimiento Panzer SS hasta el final de la guerra.

## Después de la guerra
Johann Ernst Tetsch sobrevivió a la guerra y murió el 11 de noviembre de 1993.

## Mandos
- 8 º Compañía Panzer (Heavy), del 2 º Regimiento Panzer SS
- III. Batallón Panzer (T-34), 2 º Regimiento Panzer SS desde julio de 1943 hasta octubre de 1943
- I. Batallón Panzer, 10 º Regimiento Panzer SS desde 1944 hasta marzo de 1945
- 10 º Regimiento Panzer SS desde marzo de 1945 hasta mayo de 1945[2]

## Para leer más
- Fellgiebel, Walther-Peer. Die Träger des Ritterkreuzes des Eisernen Kreuzes 1939-1945.  Friedburg, Germany: Podzun-Pallas, 2000. ISBN 3-7909-0284-5.
- Mitcham, Jr.Samuel, Retreat to the Reich, Stackpole books 2007. ISBN 0-8117-3384-X
- Henschler Henri & Fay Will, Armor Battles of the Waffen-SS, 1943-45 Stackpole Books, 2003. ISBN 0-8117-2905-2
- Mitcham Samuel, The German Defeat in the East, 1944-45,Stackpole Books, 2007. ISBN 0-8117-3371-8
- The Combat History of the 10th SS Panzer Division Frundsberg. available on line[3]